# Le Blanc-Mesnil
Le Blanc-Mesnil è un comune francese di 51 387 abitanti situato nel dipartimento della Senna-Saint-Denis nella regione dell'Île-de-France.

## Società

### Evoluzione demografica
Abitanti censiti

## Infrastrutture e trasporti
Le Blanc-Mesnil è servita da una stazione della linea B della RER.

## Amministrazione

### Gemellaggi
- Sandwell
- Peterhof